# Parc de la Senne
Le parc de la Senne (en néerlandais : Zennepark) est un jardin public bruxellois situé au nord du cœur de Bruxelles à cheval sur les communes de Bruxelles et de Schaerbeek, destiné à la promenade et à l’agrément du public,. Le parc a été inauguré le samedi 24 septembre 2016.

## Histoire et description
Il est composé de quatre sections qui serpentent au milieu des pâtés de maisons. 
La 1re section, qui va de l'avenue de l'Héliport (côté place Gaucheret) à la rue Masui (entre le 109 et le 111 de la rue), a été réalisée d'avril 2015 à août 2016. 
La 2e section, qui va de la rue Masui à l'avenue de la Reine, sera réalisée de mars 2017 à mai 2018. 
Tandis que la 3e section, qui va de l'avenue de la Reine à la rue des Palais à hauteur de la place Masui, sera réalisée de septembre 2016 à novembre 2017. 
Le 4e segment va de la rue Masui Prolongée jusqu'au canal. 
Un pont-passerelle, utilisant les piles de l'ancien pont tournant détruit, permettra de traverser le canal.
Son trajet emprunte une partie de la Senne voûtée. C'est pourquoi le parc est délimité par de nombreux murs qui sont l'arrière d'anciennes entreprises qui bordaient la Senne. 
Le parc ouvre à 8h00 et ferme entre 18h00 et 21h00 suivant la saison. Il est nettoyé tous les matins dès 7h30. 
Il est prévu de prolonger cette promenade jusqu'au square du 21 Juillet à Laeken.

## Galerie de photos

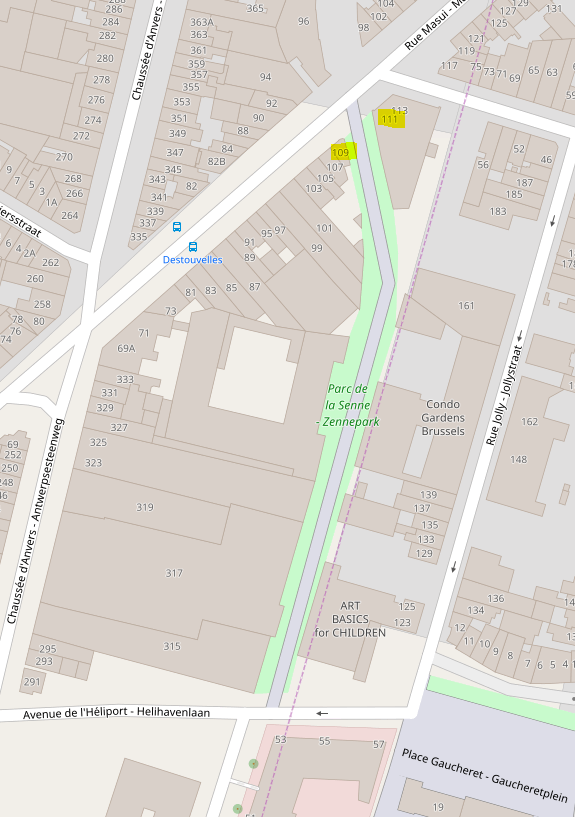
Localisation du parc de la Senne 1re section
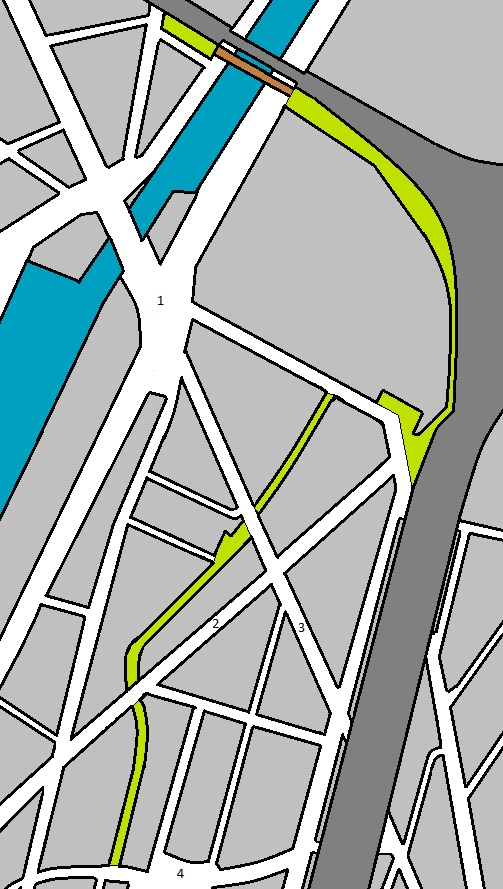
Plan du quartier Masui
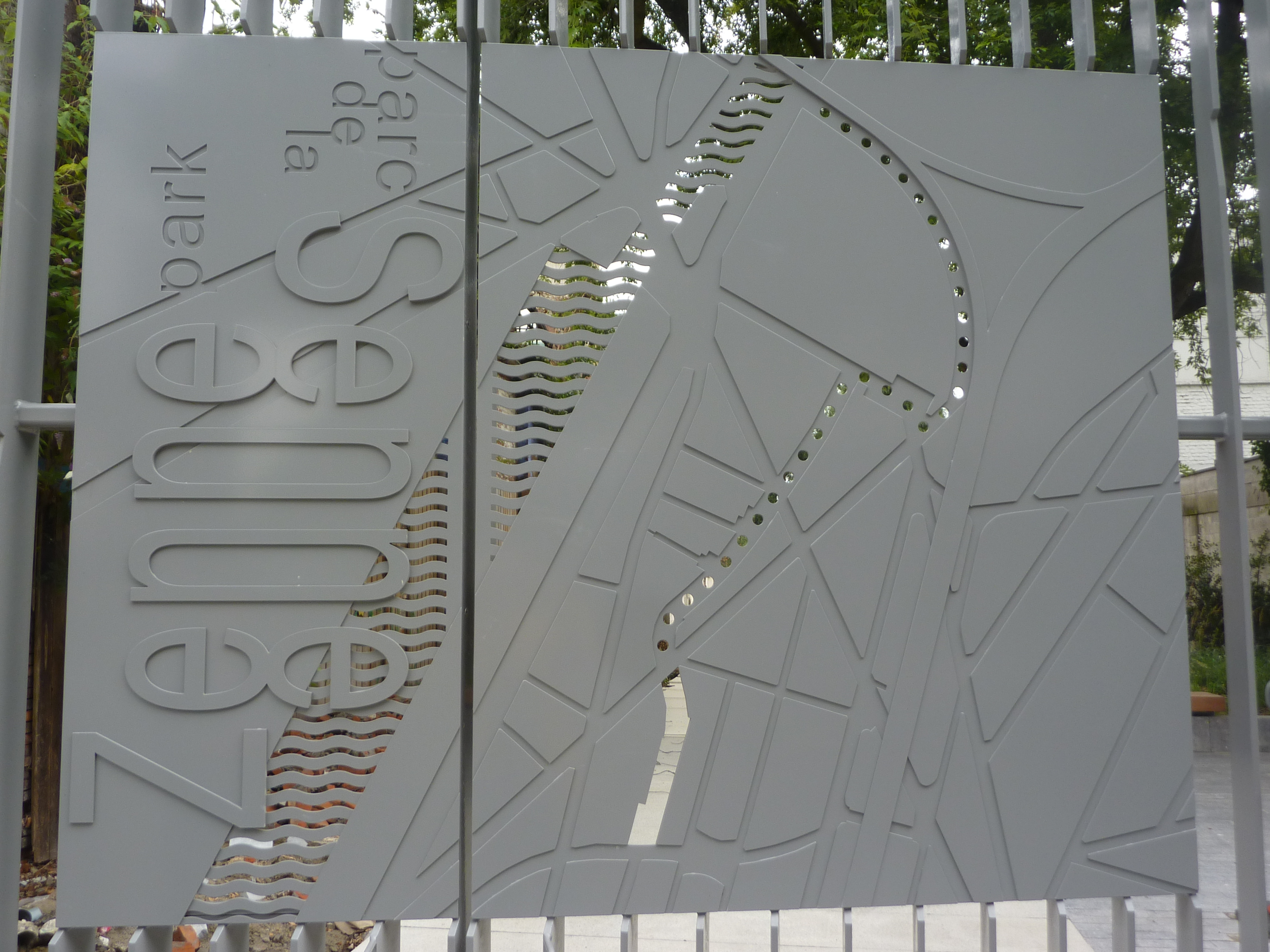
Porte d'entrée de la 1re section du parc
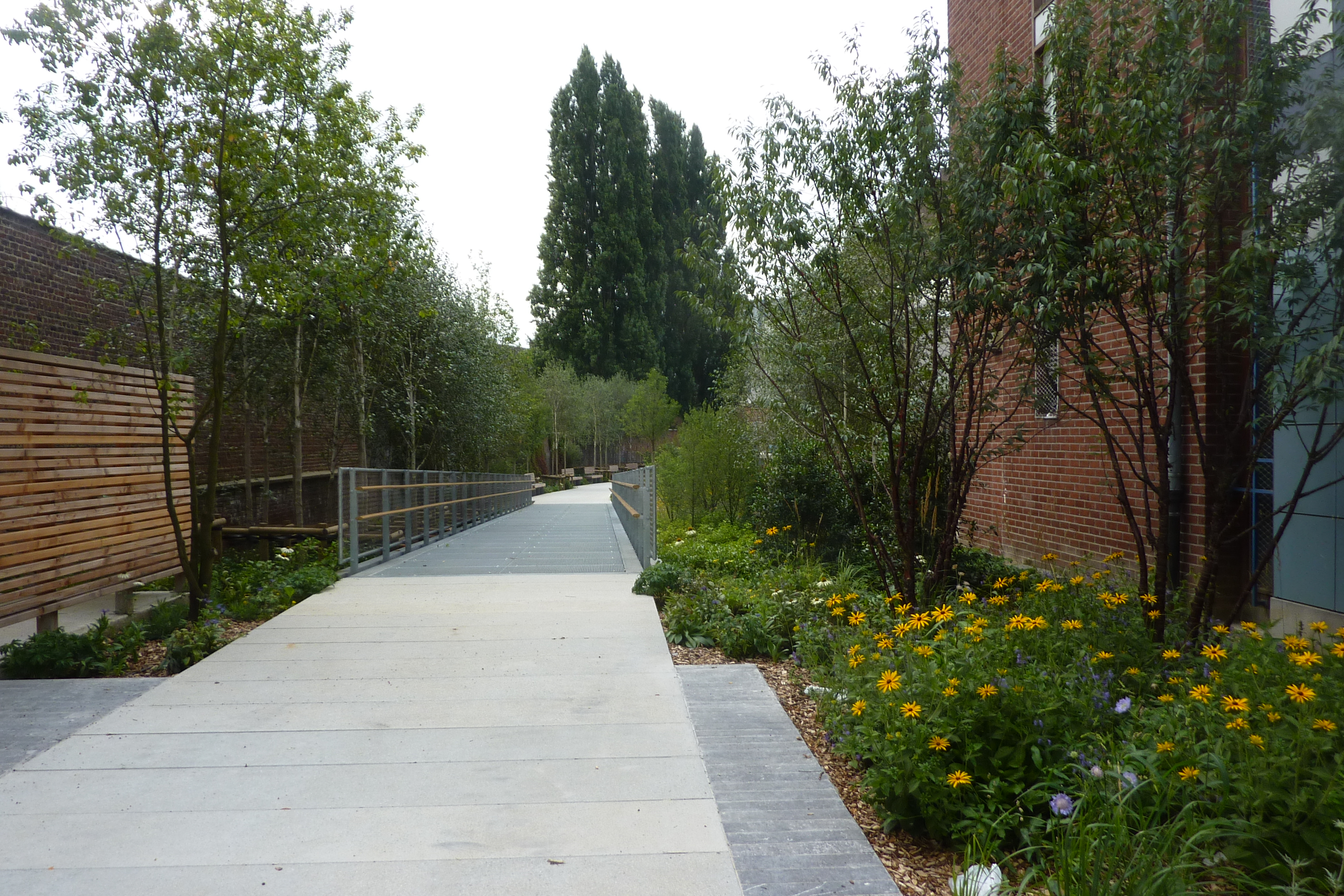
La fin de la 1re section

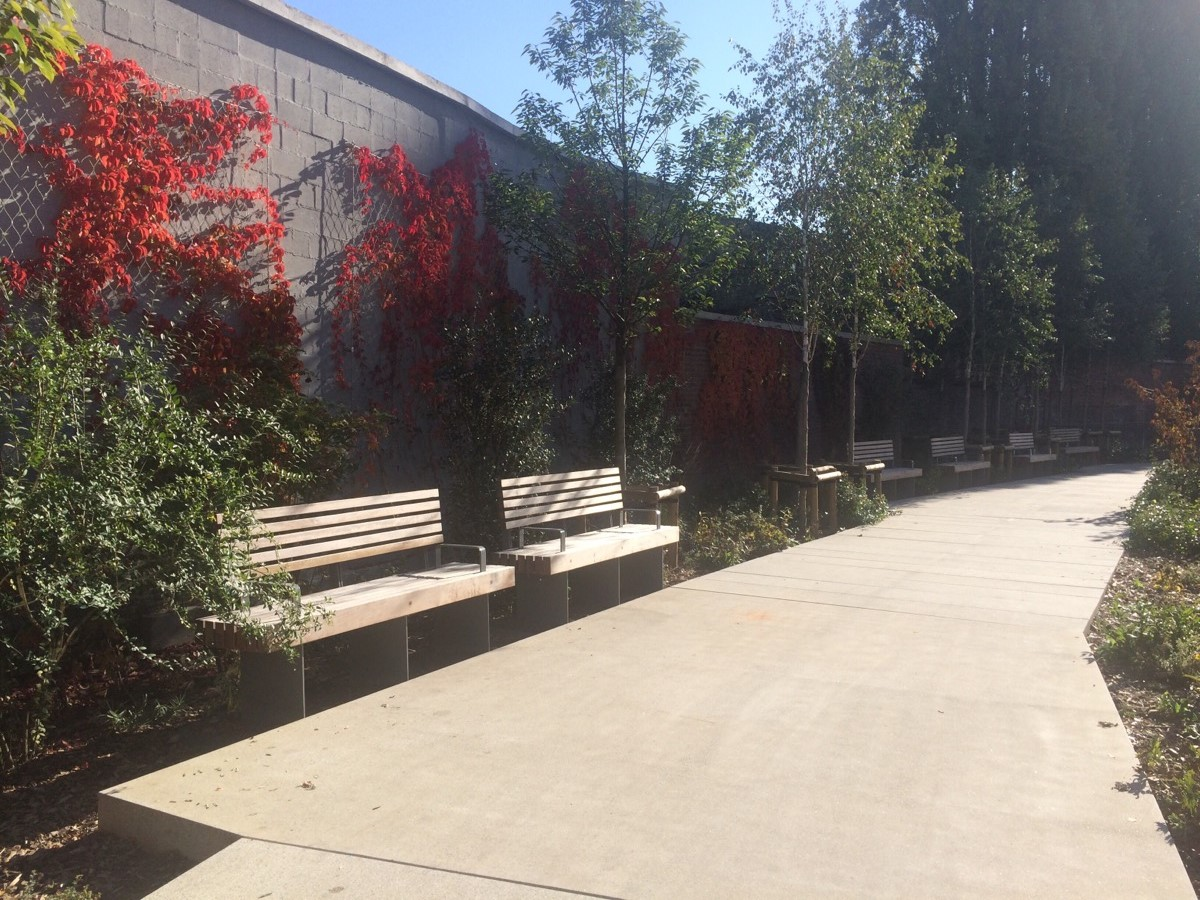
Promenade
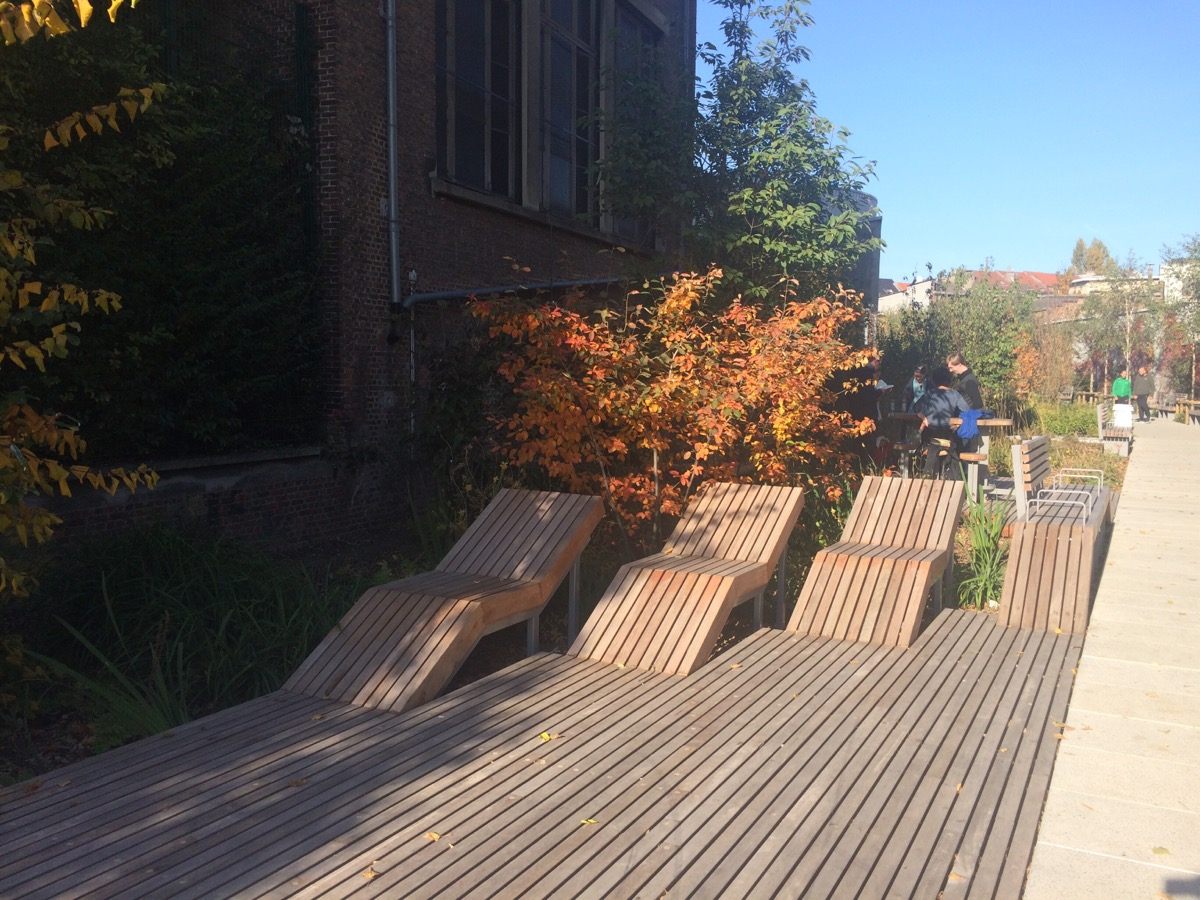
Bancs en bois
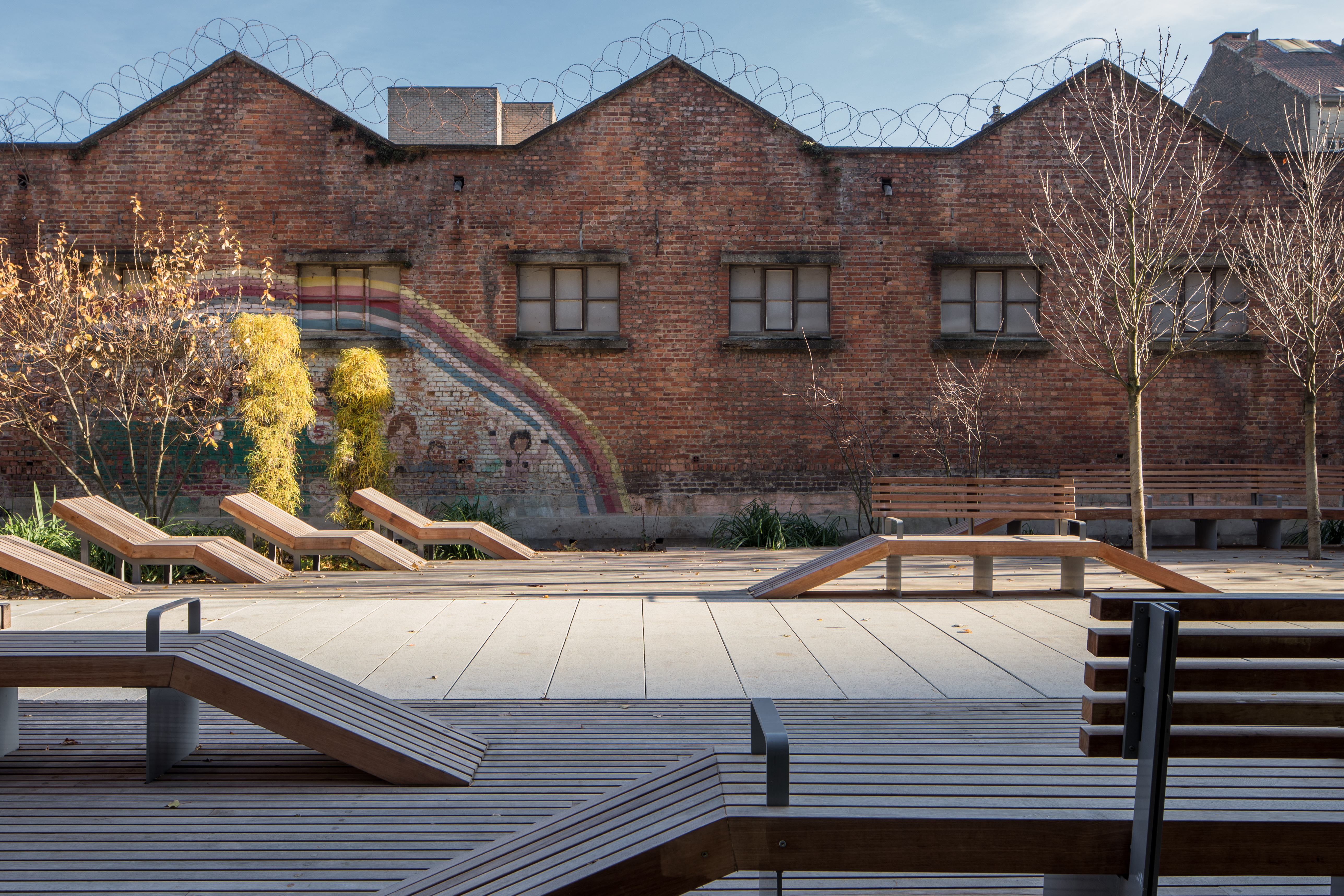
Bancs devant une fresque murale